# Tim Draper
Timothy Cook Draper, né le 11 juin 1958, est un investisseur américain en capital-risque et fondateur de Draper Fisher Jurvetson (DFJ), de la Draper University, de Draper Venture Network, Draper Associates  et Draper Goren Holm. Ses investissements les plus importants incluent Baidu, Hotmail, Skype, Tesla, SpaceX, AngelList, SolarCity, Ring, Twitter, DocuSign, Coinbase, Robinhood, Ancestry.com, Twitch, Cruise Automation, PrettyLitter et Focus Media. En juillet 2014, Draper bénéficie d’une large couverture médiatique pour son achat lors d’une vente aux enchères du US Marshals Service de bitcoins saisis sur le site Internet Silk Road. Draper est un partisan du Bitcoin et de la décentralisation. Draper est également l'un des premiers investisseurs dans Theranos.

## Jeunesse et éducation
Draper est le troisième d'une lignée familiale d'investisseurs en capital-risque et de représentants du gouvernement. Il est le fils de Phyllis (Culbertson) et de William Henry Draper III et le frère cadet de l'actrice Polly Draper. Son père est le fondateur de Draper & Johnson Investment Company et ancien président de l'Export-Import Bank des États-Unis. Son grand-père, William Henry Draper Jr., a fondé Draper, Gaither and Anderson en 1958 et a été le premier ambassadeur auprès de l'OTAN.
Draper a fréquenté la Phillips Academy Andover avant de s'inscrire à l'Université de Stanford, où il a obtenu un Bacholor en génie électrique en 1980. Il a ensuite obtenu un MBA de la Harvard Business School en 1984.
À Stanford, Draper effectue un stage chez HP en tant qu'ingénieur marketing. Draper fait la une des journaux nationaux en tant qu'étudiant lorsqu'il créé le jeu de société populaire sur le campus « Stanford - The Game » aux côtés de Heidi Roizen, qui était alors étudiante à la Stanford Graduate School of Business.

## Carrière d'investisseur

### Début de carrière dans les affaires
En 1985, Draper quitte la banque d'investissement Alex. Brown &amp; Sons pour créer sa propre société de capital-risque. Son ancien collègue John HN Fisher devient son associé en 1991 et l'étudiant en commerce Steve Jurvetson les rejoints en 1994 comme troisième associé.

### Hotmail et marketing viral
Draper investi dans Jack Smith et Sabeer Bhatia, qui lui ont présenté leur entreprise, Hotmail. De nombreuses publications soutiennent qu'il a "inventé le marketing viral" en 1996 grâce à son idée de joindre automatiquement un bref message publicitaire au bas des e-mails Hotmail sortants. Draper et Jurvetson ont ensuite inventé le terme « marketing viral », bien que le néologisme lui-même soit documenté dès une édition de 1989 de PC User .

### Baidu
Draper est le premier capital-risqueur de la Silicon Valley à investir en Chine via le fonds mondial DFJ ePlanet[pas clair]. En 2001, Draper négocie avec le PDG Robin Li de Baidu pour acheter 28 % de la société au nom d'ePlanet pour 9 millions de dollars américains (~ 14.3 dollars en 2022).

### Skype
Le père de Draper, Bill Draper, est l'un des premiers investisseurs dans Skype et DFJ soutien Skype en 2004. La société possède alors 10 % de Skype en 2005, lorsqu'elle est vendue à eBay pour 4,1 milliards de dollars (environ 5.93 Milliards de dollars en 2022). Draper et Niklas Zennström apparaissent ensemble dans la première vidéo Skype en 2007 à l'Université de Stanford.

### Tesla
En 2006, Draper, par l'intermédiaire de DFJ, est un investisseur dans le cycle de capital-risque de série C de Tesla. En 2007, Draper investi de nouveau dans le cycle de capital-risque de série D de Tesla par l'intermédiaire de Draper Associates.

### Bitcoin
Le 27 juin 2014, Draper paye environ 19 millions de dollars américains (~ 23.2 dollars en 2022 ) pour près de 30 000 bitcoins qui avaient été saisis sur la Route de la Soie par le service US Marshals et vendus aux enchères au public,,.
Le 23 septembre 2014, Draper déclare à Fox Business qu'il prédisait qu'un bitcoin atteindrait 10 000 dollars « dans trois ans ». Le 27 janvier 2015, Draper parie environ 400 000 $ (soit 2 000 bitcoins avec un prix de 200 $) sur le fait que le bitcoin rebondirait après une récente chute. Le prix d'un bitcoin dépasse les 10 000 $ (~ 11,800 $ en 2022 ) le 29 novembre 2017.
Le 21 avril 2018, Draper prédit lors d'un débat sur Intelligence Squared que « dans cinq ans, vous allez essayer d'acheter du café avec de la monnaie fiduciaire et ils vont se moquer de vous parce que vous n'utilisez pas de crypto ».
En décembre 2019, il prévoit que le bitcoin atteindrait 250 000 dollars d’ici la fin de 2022.

### Automatisation des croisières et Twitch
Après avoir financé Twitch, qui a été vendu à Amazon pour 1 milliard de dollars, Kyle Vogt, l'un des fondateurs de Twitch, emmène Draper faire un tour dans la voiture autonome Cruise Automation. Après un accident, Draper finance Cruise. Cruise sera vendu à General Motors pour 1 milliard de dollars,.

### Théranos
Draper est l'un des premiers investisseurs dans la startup de tests sanguins Theranos, dont la fondatrice Elizabeth Holmes a ensuite été accusée par la SEC d'avoir commis une fraude massive. En 2018, après que la SEC ait déjà inculpé Holmes, Draper a continué à la défendre, affirmant qu'elle avait été « intimidée pour se soumettre ».

### Investissements récents
Les investissements récents de Draper incluent Robinhood (société), Coinbase, eShares, Tezos, DefiMoneyMarket et OpenGov . Les investissements récents de Draper sont centrés sur des entreprises qui utilisent l'intelligence artificielle, le Bitcoin, la blockchain, les contrats intelligents et la génomique informatique pour les appliquer à des secteurs tels que la finance, les soins de santé et le gouvernement,,,.

## Vie privée
Draper pratique plusieurs sports dès son plus jeune âge, notamment le tennis, le baseball et le basket-ball. Mesurant 193,0 cm (6 pi 4 po), Draper continue de jouer au basket plusieurs fois par semaine avec un groupe régulier de joueurs, dont son fils, Adam Draper.
Trois des enfants de Tim Draper disposent aussi de fonds de capital-risque. Adam Draper est le DG de Boost VC. Jesse Draper est le DG de Halogen VC et Billy Draper est le DG de Path Ventures.

## Politique
Draper s'est prononcé en faveur du libre marché et de l'entrepreneuriat à l'échelle mondiale, ainsi que contre la réglementation Sarbanes-Oxley, affirmant qu'elle limitait la viabilité des introductions en bourse des entreprises.
En 2000, Draper dépense 20 millions de dollars (~ 32.5 dollars en 2022) sur une mesure de soutien aux chèques scolaires.

### Division de la Californie
Début 2014, Draper dépose une pétition qui est acceptée par la secrétaire d'État de Californie, Debra Bowen, pour commencer à recueillir des signatures afin de diviser la Californie en six États plus petits, arguant que la Californie est « de plus en plus ingouvernable » en tant qu'État unique. Cependant, le 12 septembre 2014, il annonce que le plan n'avait pas obtenu le nombre de signatures valides requis pour l'inscrire au scrutin de 2016.
En avril 2018, Draper annonce la collecte d'« environ 600 000 » signatures pour une nouvelle pétition visant à diviser la Californie, cette fois en trois nouveaux États. En juin 2018, la pétition recueille un nombre suffisant de signatures pour être qualifiée d'initiative lors des élections générales de 2018. Le 18 juillet 2018, la veille de l'envoi des bulletins de vote à l'impression, la Cour suprême de Californie empêche la mesure d'apparaître sur le scrutin de novembre 2018.

## Programme éducatif
En 2013, Draper lance la Draper University of Heroes, un programme éducatif qui propose un cours intensif d'entrepreneuriat. Le programme résidentiel de l'université est basé à San Mateo, en Californie, et les programmes sont conçus par Draper.

### Publications
- Quand un capital-risqueur entre dans la matrice politique californienne : l'innovation rencontre le statu quo, 2018
- Comment devenir le héros d'une startup : un guide et un manuel pour les entrepreneurs et les aspirants entrepreneurs, 2017